# Ahmad Mousavi
Ahmad Mousavi (tiếng Ba Tư: احمد موسوی) là một cầu thủ bóng đá người Iran thi đấu ở vị trí hậu vệ phải hiện tại thi đấu cho câu lạc bộ Iran Gostaresh Foulad ở Persian Gulf Pro League.

## Sự nghiệp câu lạc bộ

### Pas Hamedan
Mousavi bắt đầu sự nghiệp với Pas Hamedan và ra sân 15 lần ở Azadegan League 2013–14.

### Rah Ahan
Anh gia nhập Rah Ahan vào mùa hè năm 2014 và có màn ra mắt ở vòng đầu tiên của Iran Pro League 2014–15 trước Esteghlal.

## Thống kê sự nghiệp câu lạc bộ
Tính đến 15 tháng 8 năm 2014
| Câu lạc bộ          | Hạng đấu            | Mùa giải            | Giải vô địch | Giải vô địch | Cúp Hazfi | Cúp Hazfi | Châu Á  | Châu Á    | Tổng    | Tổng      |
| Câu lạc bộ          | Hạng đấu            | Mùa giải            | Số trận      | Bàn thắng    | Số trận   | Bàn thắng | Số trận | Bàn thắng | Số trận | Bàn thắng |
| ------------------- | ------------------- | ------------------- | ------------ | ------------ | --------- | --------- | ------- | --------- | ------- | --------- |
| Pas Hamedan         | Hạng đấu 1          | 2013–14             | 15           | 0            | 0         | 0         | –       | –         | 15      | 0         |
| Rah Ahan            | Pro League          | 2014–15             | 3            | 0            | 0         | 0         | –       | –         | 3       | 0         |
| Tổng cộng sự nghiệp | Tổng cộng sự nghiệp | Tổng cộng sự nghiệp | 18           | 0            | 0         | 0         | 0       | 0         | 18      | 0         |